# Donjeux (Mozela)
Donjeux – miejscowość i gmina we Francji, w regionie Grand Est, w departamencie Mozela.
Według danych na rok 1990 gminę zamieszkiwały 103 osoby, a gęstość zaludnienia wynosiła 32 osób/km² (wśród 2335 gmin Lotaryngii Donjeux plasuje się na 942. miejscu pod względem liczby ludności, natomiast pod względem powierzchni na miejscu 1159.).